# Фараона (Варезе)
Фараона је насеље у Италији у округу Варезе, региону Ломбардија.
Према процени из 2011. у насељу је живело 257 становника. Насеље се налази на надморској висини од 277 м.